# Kännspak
Kännspak är ett huvudsakligen finlandssvenskt begrepp med innebörden lätt igenkännlig, karakteristisk.
Begreppet är ursprungligen fornnordiskt och förekommer i norskan (kjennespak). 
Kännspak har på senare tid börjat återvinna mark i svenskan i Sverige[källa behövs], kanske främst inom vinvärlden för att uttrycka karakteristika för viner.